# Ozola japonica
Ozola japonica là một loài bướm đêm trong họ Geometridae.